# Ajdin Hrustić
Ajdin Hrustić (Melbourne, 5 juli 1996) is een Bosnisch-Australisch voetballer die doorgaans als middenvelder speelt. Hij verruilde US Salernitana 1919 in de zomer van 2025 voor Heracles Almelo. Hrustić maakte in 2017 zijn debuut als international van het Australisch voetbalelftal.

## Carrière

### Jeugd
Hrustić is de zoon van een Bosnische vader en een Roemeense moeder. Hij speelde in de jeugd voor verschillende clubs in Melbourne. Via de jeugdopleidingen van Nottingham Forest, Austria Wien en  Schalke 04 kwam hij in de jeugd van FC Groningen terecht. In het seizoen 2016/2017 speelde hij met Jong FC Groningen in de Derde divisie zaterdag. 

### FC Groningen
Hrustić maakte zijn debuut voor het eerste elftal FC Groningen op 1 april 2017, in de met 0–0 gelijkgespeelde uitwedstrijd in de Eredivisie tegen AZ. Hij kwam in de 70'ste minuut in het veld voor Alexander Sørloth. Hrustić maakte zijn eerste doelpunt voor FC Groningen vijftien dagen later, in de met 5–1 gewonnen thuiswedstrijd tegen PEC Zwolle. 
Halverwege zijn tweede seizoen bij Groningen werd hij basisspeler onder trainer Ernest Faber. Ongeveer een jaar later raakte hij die basisplaats weer kwijt. In het seizoen 2019/20, dat afgebroken werd door de coronapandemie, miste hij slechts één wedstrijd en kwam hij tot drie goals en drie assists. In totaal was hij goed voor zes goals en vijf assists in 75 wedstrijden voor Groningen.

### Eintracht Frankfurt
In de zomer van 2020 stond hij in de belangstelling van Eintracht Frankfurt en liet hij weten zich niet meer voor 100 procent in te zetten als FC Groningen niet meewerkte aan de transfer. Uiteindelijk vertrok hij voor een bedrag van een miljoen euro naar Frankfurt. Op 19 december maakte hij tegen FC Augsburg zijn debuut voor de club. Op 9 mei maakte hij tegen 1. FSV Mainz 05 zijn eerste doelpunt voor Eintracht Frankfurt: in de 85'ste minuut redde hij een punt in een 1-1 gelijkspel. 
Op 30 september 21 maakte hij tegen Royal Antwerp zijn debuut in de Europa League. Op 5 februari 2022 scoorde hij tegen VfB Stuttgart tweemaal in een 2-3 overwinning, zijn eerste twee goals van het seizoen. Op 14 april viel hij een kwartier in tijdens de kwartfinale van de Europa League, waarin FC Barcelona uitgeschakeld werd. Op 18 mei was hij invaller tijdens de finale van de Europa League tegen Rangers FC. Hij benutte de tweede penalty in de strafschoppenreeks, zag al zijn teamgenoten scoren en Aaron Ramsey missen. Het was zijn laatste van veertig wedstrijden voor Eintracht Frankfurt.

### Hellas Verona
In de zomer van 2022 maakte Hrustić voor een bedrag van 500.000 euro de overstap naar Hellas Verona. Hij maakte op 11 september tegen Lazio zijn debuut voor de club. Doordat hij in de tweede seizoenshelft een enkeloperatie moest ondergaan, kwam hij tot slechts zes wedstrijden in zijn eerste seizoen in Italië. Het tweede seizoen zat hij in de eerste halfjaar geen enkele keer bij de wedstrijdselectie. 

#### Heracles op huurbasis
Op deadline day van de winterse transferperiode van het seizoen 2023/24 werd Hrustić voor een halfjaar verhuurd aan Heracles Almelo. Hij maakte op 10 februari tegen Vitesse met een 3-2 overwinning zijn debuut voor de club. Daarna miste hij geen wedstrijd voor Heracles dat seizoen. Op 3 maart scoorde hij tegen Almere City zijn eerste doelpunt voor Heracles. Na veertien wedstrijden keerde hij terug bij Hellas Verona.

### Salernitana
In de zomer van 2024 tekende Hrustić transfervrij een eenjarig contract bij degradant Salernitana, dat in de Serie B uitkwam. Hij maakte op 1 september tegen Mantova zijn debuut. Op de laatste speelronde tegen Cittadella scoorde hij zijn eerste en enige treffer voor Salernitana. Na een verloren tweeluik in Sampdoria in de play-offs voor promotie naar de Serie A, vertrok Hrustić transfervrij bij Salernitana.

### Heracles Almelo
In navolging van zijn Salernitana-ploeggenoot Jeff Reine-Adélaïde tekende Hrustić in de zomer van 2025 een eenjarig contract bij Heracles Almelo. Het betekende voor hem een terugkeer.

## Clubstatistieken

### Senioren
| Seizoen                                 | Club                | Competitie     | Competitie | Competitie | Beker | Beker | Overig | Overig | Totaal | Totaal |
| Seizoen                                 | Club                | Competitie     | Wed.       | Dlp.       | Wed.  | Dlp.  | Wed.   | Dlp.   | Wed.   | Dlp.   |
| --------------------------------------- | ------------------- | -------------- | ---------- | ---------- | ----- | ----- | ------ | ------ | ------ | ------ |
| 2016/17                                 | FC Groningen        | Eredivisie     | 5          | 1          | 0     | 0     | 2      | 0      | 7      | 1      |
| 2017/18                                 | FC Groningen        | Eredivisie     | 18         | 1          | 1     | 1     | –      | –      | 19     | 2      |
| 2018/19                                 | FC Groningen        | Eredivisie     | 18         | 0          | 1     | 0     | 2      | 0      | 21     | 0      |
| 2019/20                                 | FC Groningen        | Eredivisie     | 25         | 3          | 2     | 0     | –      | –      | 27     | 3      |
| 2020/21                                 | FC Groningen        | Eredivisie     | 1          | 0          | 0     | 0     | –      | –      | 1      | 0      |
| 2020/21                                 | Eintracht Frankfurt | Bundesliga     | 11         | 1          | 1     | 0     | –      | –      | 12     | 1      |
| 2021/22                                 | Eintracht Frankfurt | Bundesliga     | 23         | 2          | 0     | 0     | 5      | 0      | 28     | 2      |
| 2022/23                                 | Hellas Verona       | Serie A        | 6          | 0          | 0     | 0     | –      | –      | 6      | 0      |
| 2023/24                                 | Hellas Verona       | Serie A        | 0          | 0          | 0     | 0     | –      | –      | 0      | 0      |
| 2023/24                                 | → Heracles Almelo   | Eredivisie     | 14         | 1          | 0     | 0     | –      | –      | 14     | 1      |
| 2024/25                                 | Salernitana         | Serie B        | 21         | 1          | 1     | 0     | 2      | 0      | 24     | 1      |
| 2025/26                                 | Heracles Almelo     | Eredivisie     | 0          | 0          | 0     | 0     | 0      | 0      | 0      | 0      |
| Carrièretotaal                          | Carrièretotaal      | Carrièretotaal | 136        | 11         | 6     | 1     | 11     | 0      | 153    | 12     |
| Bijgewerkt tot en met 13 augustus 2025. |                     |                |            |            |       |       |        |        |        |        |

## Interlandcarrière
Hrustić werd in 2017 voor het eerst geselecteerd voor het Australisch voetbalelftal voor de WK-kwalificatiewedstrijd tegen Saoedi-Arabië. Hij debuteerde voor zijn land op 13 juni 2017, in de met 0-4 verloren oefenwedstrijd tegen Brazilië. Hij kwam in de 57'ste minuut in het veld voor Mathew Leckie. Hrustić nam in juni 2017 met het Australisch voetbalelftal deel aan de FIFA Confederations Cup in Rusland, waar in de groepsfase eenmaal werd verloren en tweemaal werd gelijkgespeeld. Hijzelf kwam niet in actie op dit toernooi. Op 3 juni 2021 scoorde hij tegen Koeweit zijn eerste interlandgoal voor Australië.

### WK 2022
Hrustić werd niet geselecteerd voor het WK 2018, maar wel voor het WK 2022. Hij was zelf belangrijk in de kwalificatie: in de vierde ronde maakte hij de winnende treffer tegen de Verenigde Arabische Emiraten en hij scoorde bovendien een penalty in de beslissende strafschoppenreeks tegen Peru in de contentinale play-off. Hrustić speelde vervolgens drie wedstrijden mee op het hoofdtoernooi, waarin Australië tweede werd in een poule met verder Frankrijk, Denemarken en Tunesië. In de achtste finale werd het vervolgens met 2-1 uitgeschakeld door latere wereldkampioen Argentinië.
| Interlands van Ajdin Hrustić voor Australië | Interlands van Ajdin Hrustić voor Australië | Interlands van Ajdin Hrustić voor Australië | Interlands van Ajdin Hrustić voor Australië | Interlands van Ajdin Hrustić voor Australië | Interlands van Ajdin Hrustić voor Australië |
| №                                           | Datum                                       | Wedstrijd                                   | Uitslag                                     | Soort wedstrijd                             | Goals                                       |
| Als speler van FC Groningen                 | Als speler van FC Groningen                 | Als speler van FC Groningen                 | Als speler van FC Groningen                 | Als speler van FC Groningen                 | Als speler van FC Groningen                 |
| ------------------------------------------- | ------------------------------------------- | ------------------------------------------- | ------------------------------------------- | ------------------------------------------- | ------------------------------------------- |
| 1.                                          | 13 juni 2017                                | Australië − Brazilië                        | 0 – 4                                       | Vriendschappelijk                           |                                             |
| 2.                                          | 10 oktober 2019                             | Australië − Nepal                           | 5 – 0                                       | WK 2022 Kwalificatie                        |                                             |
| 3.                                          | 15 oktober 2019                             | Chinees Taipei − Australië                  | 1 – 7                                       | WK 2022 Kwalificatie                        |                                             |
| Als speler van Eintracht Frankfurt          |                                             |                                             |                                             |                                             |                                             |
| 4.                                          | 3 juni 2021                                 | Australië − Koeweit                         | 3 – 0                                       | WK 2022 Kwalificatie                        | 66'                                         |
| 5.                                          | 7 juni 2021                                 | Australië − Chinees Taipei                  | 5 – 1                                       | WK 2022 Kwalificatie                        |                                             |
| 6.                                          | 11 juni 2021                                | Nepal − Australië                           | 0 – 3                                       | WK 2022 Kwalificatie                        |                                             |
| 7.                                          | 15 juni 2021                                | Australië − Jordanië                        | 1 – 0                                       | WK 2022 Kwalificatie                        |                                             |
| 8.                                          | 2 september 2021                            | Australië − China                           | 3 – 0                                       | WK 2022 Kwalificatie                        |                                             |
| 9.                                          | 7 september 2021                            | Vietnam − Australië                         | 0 – 1                                       | WK 2022 Kwalificatie                        |                                             |
| 10.                                         | 7 oktober 2021                              | Australië − Oman                            | 3 – 1                                       | WK 2022 Kwalificatie                        |                                             |
| 11.                                         | 12 oktober 2021                             | Japan − Australië                           | 2 – 1                                       | WK 2022 Kwalificatie                        | 70'                                         |
| 12.                                         | 11 november 2021                            | Australië − Saoedi-Arabië                   | 0 – 0                                       | WK 2022 Kwalificatie                        |                                             |
| 13.                                         | 16 november 2021                            | China − Australië                           | 1 – 1                                       | WK 2022 Kwalificatie                        |                                             |
| 14.                                         | 1 februari 2022                             | Oman − Australië                            | 2 – 2                                       | WK 2022 Kwalificatie                        |                                             |
| 15.                                         | 24 maart 2022                               | Australië − Japan                           | 2 – 0                                       | WK 2022 Kwalificatie                        |                                             |
| 16.                                         | 29 maart 2022                               | Saoedi-Arabië − Australië                   | 1 – 0                                       | WK 2022 Kwalificatie                        |                                             |
| 17.                                         | 1 juni 2022                                 | Australië − Jordanië                        | 2 – 1                                       | Vriendschappelijk                           |                                             |
| 18.                                         | 7 juni 2022                                 | Verenigde Arabische Emiraten − Australië    | 1 – 2                                       | WK 2022 Kwalificatie                        | 84'                                         |
| 19.                                         | 13 juni 2022                                | Australië − Peru                            | 0 – 0 (5 – 4 n.s.)                          | WK 2022 Kwalificatie                        |                                             |
| Als speler van Hellas Verona                |                                             |                                             |                                             |                                             |                                             |
| 20.                                         | 22 september 2022                           | Australië − Nieuw-Zeeland                   | 1 – 0                                       | Vriendschappelijk                           |                                             |
| 21.                                         | 26 november 2022                            | Tunesië − Australië                         | 0 – 1                                       | WK 2022                                     |                                             |
| 22.                                         | 30 november 2022                            | Australië − Denemarken                      | 1 – 0                                       | WK 2022                                     |                                             |
| 23.                                         | 3 december 2022                             | Argentinië − Australië                      | 2 – 1                                       | WK 2022                                     |                                             |
| 24.                                         | 15 juni 2023                                | Argentinië − Australië                      | 2 – 0                                       | Vriendschappelijk                           |                                             |
| Als speler van Heracles Almelo              |                                             |                                             |                                             |                                             |                                             |
| 25.                                         | 21 maart 2024                               | Australië − Libanon                         | 2 – 0                                       | WK 2026 Kwalificatie                        |                                             |
| 26.                                         | 26 maart 2024                               | Libanon − Australië                         | 0 – 5                                       | WK 2026 Kwalificatie                        |                                             |
| 27.                                         | 6 juni 2024                                 | Bangladesh − Australië                      | 0 – 2                                       | WK 2026 Kwalificatie                        | 29'                                         |
| Als speler van US Salernitana 1919          |                                             |                                             |                                             |                                             |                                             |
| 28.                                         | 10 oktober 2024                             | Australië − China                           | 3 – 1                                       | WK 2026 Kwalificatie                        |                                             |
| 29.                                         | 15 oktober 2024                             | Japan − Australië                           | 1 – 1                                       | WK 2026 Kwalificatie                        |                                             |
| 30.                                         | 14 november 2024                            | Australië − Saoedi-Arabië                   | 0 – 0                                       | WK 2026 Kwalificatie                        |                                             |
| 31.                                         | 19 november 2024                            | Bahrein − Australië                         | 2 – 2                                       | WK 2026 Kwalificatie                        |                                             |

Bijgewerkt tot en met 13 augustus 2025.

## Erelijst
Eintracht Frankfurt
- UEFA Europa League: 2021/22